# Айкен
Айкен (нем. Eiken) — коммуна в Швейцарии, в кантоне Аргау.
Входит в состав округа Лауфенбург.  Население составляет 1956 человек (на 31 декабря 2007 года). Официальный код  —  4161.